# 다카하라 나오히로
다카하라 나오히로(일본어: 高原 直泰, 1979년 6월 4일, 일본 미시마시 ~ )는 일본의 축구 선수 겸 지도자로 일본 풋볼 리그의 오키나와 SV의 선수 겸 감독을 맡고 있으며 포지션은 공격수이다.

## 선수경력
일본의 축구 팀 주빌로 이와타에서 선수 생활을 시작해, 아르헨티나의 보카 주니어스로 임대되었고, 독일의 함부르크와 프랑크푸르트를 거쳤다. 오스트레일리아 시드니에서 열린 2000년 하계 올림픽에 일본 대표로 출전하였으나, 대한민국과 그의 나라가 공동 개최한 2002년 FIFA 월드컵에는 정맥 혈전 색전증으로 인해 참가하지 못하였다.
2006년 12월 3일, 그는 분데스리가 리그 경기에서 알레마니아 아헨을 상대로 첫 해트트릭을 기록하였다. 2008년 1월, 프랑크푸르트에서 방출되어 우라와 레드 다이아몬즈로 이적하게 되었는데, 이때 180만¥이라는 이적료가 들었다고 한다. (약1만7천달러).
2007 아시안컵에서 일본 축구 국가대표팀의 일원으로 6경기에 출전, 4골을 넣어 이라크의 유니스 마무드, 사우디아라비아의 야세르 알카타니와 함께 공동 득점왕에 올랐다.
2009년 우라와의 감독으로 취임한 폴커 핑케 감독의 스타일과 맞지 않아 불화를 겪었고, 이듬해 7월 수원 삼성 블루윙즈로 임대되었다. 2010년 7월 31일 광주 상무를 상대로 후반 39분 교체 투입되며 데뷔전을 치렀고, 8월 29일 FC 서울 전에서 후반 39분에 데뷔골을 터뜨린데 이어 45분에 추가골을 기록하여 2-2로 비기던 경기를 4-2로 승리하는데 일조하였고, 이 경기에서 MVP를 차지하였다.

## 기록

### 클럽
| 클럽                   | 시즌    | 리그 | 리그 | 국내 컵 | 국내 컵 | 리그 컵 | 리그 컵 | 대륙 대회 | 대륙 대회 | 통산 | 통산 |
| 클럽                   | 시즌    | 출장 | 득점 | 출장    | 득점    | 출장    | 득점    | 출장      | 득점      | 출장 | 득점 |
| ---------------------- | ------- | ---- | ---- | ------- | ------- | ------- | ------- | --------- | --------- | ---- | ---- |
| 주빌로 이와타          | 1998    | 20   | 5    | 2       | 0       | 6       | 4       | -         | -         | 28   | 9    |
| 주빌로 이와타          | 1999    | 21   | 9    | 3       | 1       | 1       | 0       |           |           | 25   | 10   |
| 주빌로 이와타          | 2000    | 24   | 10   | 0       | 0       | 2       | 0       |           |           | 26   | 10   |
| 주빌로 이와타          | 2001    | 13   | 8    | 0       | 0       | 2       | 2       |           |           | 15   | 10   |
| 보카 주니어스          | 2001-02 | 6    | 1    |         |         |         |         |           |           | 6    | 1    |
| 주빌로 이와타          | 2002    | 27   | 26   | 3       | 0       | 0       | 0       |           |           | 30   | 26   |
| 함부르거 SV            | 2002-03 | 16   | 3    | 0       | 0       | 0       | 1       |           |           | 16   | 3    |
| 함부르거 SV            | 2003-04 | 29   | 2    | 3       | 1       | 1       | 1       | 2         | 0         | 35   | 4    |
| 함부르거 SV            | 2004-05 | 31   | 7    | 1       | 0       | 0       | 0       |           |           | 32   | 7    |
| 함부르거 SV            | 2005-06 | 21   | 1    | 2       | 1       | 0       | 0       | 7         | 0         | 23   | 2    |
| 프랑크푸르트           | 2006-07 | 30   | 11   | 4       | 4       | 0       | 0       | 5         | 2         | 34   | 15   |
| 프랑크푸르트           | 2007-08 | 8    | 1    | 2       | 0       | 0       | 0       | -         | -         | 10   | 1    |
| 우라와 레드 다이아몬즈 | 2008    | 27   | 6    | 1       | 0       | 3       | 1       | 4         | 1         | 31   | 7    |
| 우라와 레드 다이아몬즈 | 2009    | 32   | 4    | 0       | 0       | 8       | 2       |           |           | 40   | 6    |
| 우라와 레드 다이아몬즈 | 2010    | 4    | 0    | 0       | 0       | 1       | 1       | -         | -         | 5    | 1    |
| 수원 삼성 블루윙즈     | 2010    | 12   | 4    | 1       | 0       | 0       | 0       | 0         | 0         | 5    | 2    |
| 통산                   | 통산    | 313  | 95   | 22      | 7       | 26      | 11      | 18        | 3         | 376  | 117  |

### 국가대표팀
| 일본 | 일본 | 일본 |
| 연도 | 출전 | 득점 |
| ---- | ---- | ---- |
| 2000 | 11   | 8    |
| 2001 | 4    | 0    |
| 2002 | 4    | 1    |
| 2003 | 8    | 2    |
| 2004 | 5    | 1    |
| 2005 | 7    | 2    |
| 2006 | 5    | 3    |
| 2007 | 9    | 6    |
| 2008 | 4    | 0    |
| 통산 | 57   | 23   |

## 경력
- 1994년 AFC U-16 챔피언십 국가대표
- 1995년 FIFA U-17 세계 축구 선수권 대회 국가대표
- 1998년 아시안 게임 축구 국가대표
- 1998년 AFC 청소년 축구 선수권 대회 국가대표
- 1999년 FIFA 세계 청소년 축구 선수권 대회 국가대표
- 2000년 하계 올림픽 축구 남자 국가대표
- 2000년 AFC 아시안컵 국가대표
- 2003년 FIFA 컨페더레이션스컵 국가대표
- 2006년 FIFA 월드컵 국가대표
- 2007년 AFC 아시안컵 국가대표

## 수상
주빌로 이와타
- J리그 디비전 1 : 우승 (1999, 2002), 준우승 (1998, 2001)
- 나비스코컵 : 우승 (1998), 준우승 (2001)
- 제록스 슈퍼컵 : 우승 (2000)
- 아시안 클럽 챔피언십 : 우승 (1998-99), 준우승 (1999-2000, 2001-02)
- 아시안 슈퍼컵 : 우승 (1999)

 함부르거 SV
- DFB-리가포칼 : 우승 (2003)
- UEFA 인터토토컵 : 우승 (2005)

 일본
- AFC U-17 축구 선수권 대회 : 우승 (1994)
- 아시아 청소년 축구 선수권 대회 : 준우승 (1998)
- FIFA 세계 청소년 축구 선수권 대회 : 준우승 (1999)
- AFC 아시안컵 : 우승 (2000), 4위 (2007)

개인
- J리그 득점왕 : 2002
- J리그 MVP : 2002
- J리그 베스트 XI : 2002
- 나비스코컵 뉴히어로상 : 1998
- 아시아 청소년 축구 선수권 대회 득점왕 : 1998
- AFC 아시안컵 득점왕 : 2007
- AFC 아시안컵 올스타 팀 : 2000, 2007
- 2007년 AFC 아시안컵 맨 오브 더 매치 : vs. UAE (조별리그), vs. 호주 (8강전)